# Рінгголд (Джорджія)
Рінгголд (англ. Ringgold) — місто (англ. city) в США, в окрузі Катуза штату Джорджія. Населення — 3414 особи (2020).

## Географія
Рінгголд розташований за координатами 34°54′54″ пн. ш. 85°7′13″ зх. д. / 34.91500° пн. ш. 85.12028° зх. д. (34.914979, -85.120209).  За даними Бюро перепису населення США в 2010 році місто мало площу 12,31 км², з яких 12,30 км² — суходіл та 0,01 км² — водойми.

## Демографія
Згідно з переписом 2010 року, у місті мешкало 3580 осіб у 1543 домогосподарствах у складі 1024 родин. Густота населення становила 291 особа/км².  Було 1676 помешкань (136/км²).
Расовий склад населення:
| - 89,2 % — білих - 5,1 % — чорних або афроамериканців - 1,9 % — азіатів - 0,2 % — корінних американців - 1,3 % — осіб інших рас |

До двох чи більше рас належало 2,2 %. Частка іспаномовних становила 2,7 % від усіх жителів.
За віковим діапазоном населення розподілялося таким чином: 24,7 % — особи молодші 18 років, 60,5 % — особи у віці 18—64 років, 14,8 % — особи у віці 65 років та старші. Медіана віку мешканця становила 35,8 року. На 100 осіб жіночої статі у місті припадало 84,4 чоловіків;  на 100 жінок у віці від 18 років та старших — 77,1 чоловіків також старших 18 років.
Середній дохід на одне домашнє господарство  становив 45 876 доларів США (медіана — 37 823), а середній дохід на одну сім'ю — 55 207 доларів (медіана — 52 173). Медіана доходів становила 29 577 доларів для чоловіків та 27 146 доларів для жінок. За межею бідності перебувало 15,1 % осіб, у тому числі 10,8 % дітей у віці до 18 років та 5,2 % осіб у віці 65 років та старших.
Цивільне працевлаштоване населення становило 1640 осіб. Основні галузі зайнятості: освіта, охорона здоров'я та соціальна допомога — 20,2 %, виробництво — 12,3 %, роздрібна торгівля — 12,0 %.